# 油井義昭
油井義昭（ゆい よしあき、1942年4月15日-）は日本の牧師、神学校教師。

## 経歴
- 東京都出身。早稲田大学教育学部英語英文科卒業。イムマヌエル聖宣神学院卒業。アズベリー神学校修士課程修了。プリンストン神学校修士課程修了。
- 日本福音キリスト教会連合（JECA）の長津田キリスト教会元主任牧師（1976年-2013年）。長津田みなみキリスト教会主任牧師（2013年-2022年）を経て、現在、同教会協力牧師。東京基督神学校元講師、キリスト者学生会（KGK）協力主事。日本福音同盟社会委員（1986年-2005年）、世界福音同盟信教の自由委員(1995年-2005年）。

## 著書
- 福音の予告（イザヤ書 講解説教）　一粒社　2014年
- 福音の訪れ（ヨハネの福音書 講解説教）　一粒社　2013年
- 福音の広がり（使徒の働き 講解説教）　一粒社　2012年
- 福音の輝き（ローマ人への手紙 講解説教）　一粒社　2011年
- 「ダニエル書」「ホセア書」「ヨエル書」「アモス書」『実用聖書注解』、いのちのことば社、1995年

訳書
- 『地には平和』 ジョン・ストット すぐ書房
- 『和解の務め』 ジョン・ストット すぐ書房
- 『伝道のマスタープラン』ロバート・E・コールマン いのちのことば社
- 『主の弟子として生きる』ロバート・E・コールマン いのちのことば社